# Піпо Сантонастазо
Піпо Сантонастазо (італ. Pippo Santonastaso; нар. 25 травня 1936) — італійський кіноактор, комік.

## Життєпис
Народився 25 травня 1936 року в Кастель-Сан-Джованні, Італія.  
На початку 60-х років почав виступати разом з братом Маріо в області музичної ексцентрики. 70-ті роки знімався в телешоу компанії RAI. Дебютував в комедії Вінченцо Ріго «Passi furtivi in una notte boia» (Тоніно, 1976). В середині 70-х — 80-ті роки Піппо Сантонастасо брав участь у ряді комерційно успішних італійських кінокомедіях режисерів Кастеллано і Піполо. На початку 90-х кар'єра в кіно призупинилася. Актор став зніматися менше. Одна з останніх робіт — фільм «Третя зірка / La terza stella» (2005). Продовжував виступати як конферансьє і комік в кабаре, з успіхом грав в опереті, знімався на ТБ в ситкомах.

## Фільмографія

### Кіно
- Passi furtivi in una notte boia (1976)
- Geometra Primetti selvaggiamente Osvaldo (1976)
- La liceale, il diavolo e l'acqua santa (1979)
- Оксамитові ручки (1979)
- Приборкання норовистого (1980)
- La moglie in vacanza... l'amante in città (1980)
- La cameriera seduce i villeggianti (1980)
- Ас (1981)
- Sesso e volentieri (1981)
- Spaghetti a mezzanotte (1981)
- Ricchi, ricchissimi... praticamente in mutande (1982)
- Attenti a quei P2 (1982)
- Pappa e ciccia (1983)
- Vai alla grande (1983)
- Occhio alla perestrojka (1990)
- Ci hai rotto papà (1993)
- La terza stella (2005)
- Baciato dalla fortuna (2011)

### Телебачення
- Il vigile urbano (1989)
- Don Fumino (1993)
- Un medico in famiglia (1998)
- Papa Giovanni - Ioannes XXIII (2002)
- Distretto di polizia (2003)
- Il maresciallo Rocca (2003)
- L'ispettore Coliandro (2006)
- Quo vadis, baby? (2008)
- Puccini (2009)
- Baciati dall'amore (2010)
- Don Matteo 9 (2014)